# Jakovlev Jak-24
Jakovlev Jak-24 (NATO-rapporteringsnamn Horse) var en sovjetisk helikopter som byggdes under 1950-talet. Den var världens största helikopter under en kort period. 
Den hade 2 stycken rotorer varav den främre var lägre än den bakre.